# Малькантоне (футбольный клуб)
«Малькантоне Аньо» (итал. Malcantone Agno) — швейцарский футбольный клуб из Лугано. Основан в 1955 году, в 2004 году объединился с «Лугано». В последнем сезоне существования единственный раз в своей истории выступал во втором швейцарском дивизионе, Национальной лиге Б, известной сейчас как Челлендж-лига.

## История
Клуб был основан 1 июля 1955 года. С момента основания и до 1999 года выступал во Второй лиге. Домашние матчи проводил на «Центро Спортиво Пассера», вмещавшем 1 200 зрителей. В сезоне 1998/99 под руководством тренера Сильвано Гаффури клуб впервые вышел в Первую лигу. В сезоне 1999/00 на тренерский мостик был назначен Владимир Петкович, ставший последним тренером в истории клуба. В сезоне 2001/02 клуб занял первое место в своей группе, но проиграл в плей-офф на повышение «Янг Феллоуз Ювентус». На следующий год команда повторила своё достижение, а в плей-офф обыграла «Ла-Шо-де-Фон», впервые в истории выйдя во второй дивизион. Воспользовавшись банкротством другого крупного клуба из кантона «Лугано», «Малькантоне» переехало на «Стадио Корнаредо», вмещавший 15 000 человек. Сезон 2003/04 клуб закончил на четвёртом месте. Большой вклад в успех команды внесли Альберто Регаццони и Яне Буньяр, забившие, соответственно, двенадцать и одиннадцать голов, а также бывший защитник сборной Режис Ротенбюлер и будущий вратарь сборной Джермано Вайлати. Перед сезоном 2004/05 клуб объединился с возродившимся «Лугано». Владимир Петкович стал тренером новой команды, а Джузеппе Моротти, президент «Малькантоне» — президентом нового клуба. До 24 июня 2008 года в нижней части герба «Лугано» находился логотип «Малькантоне».

## Статистика выступлений с 1997 года
| Сезон   | Ранг | Турнир              | Место | Исход |
| ------- | ---- | ------------------- | ----- | ----- |
| 1997/98 | 4    | Вторая лига         | 1     |       |
| 1998/99 | 3    | Первая лига         | 9     |       |
| 1999/00 | 3    | Первая лига         | 4     |       |
| 2000/01 | 3    | Первая лига         | 6     |       |
| 2001/02 | 3    | Первая лига         | 1     |       |
| 2002/03 | 3    | Первая лига         | 1     |       |
| 2003/04 | 2    | Национальная лига Б | 4     |       |

## Тренеры клуба
- 1993—1999  Сильвано Гаффуро
- 1999—2004  Владимир Петкович